# 张登义
张登义（1939年—），男，河北威县人，中华人民共和国政治人物，曾任国家海洋局局长，第九、十届全国政协委员。